# Quintuplets
Quintuplets é uma sitcom norte-americana transmitida pela Fox de 16 de junho de 2004 a 12 de janeiro de 2005. O programa foi estrelado por Andy Richter e Rebecca Creskoff e compartilhou algumas de suas experiências como pais de adolescentes quíntuplos.

## Sinopse
A comédia familiar se passa em Nutley, New Jersey.  Grande parte do enredo se concentra na dificuldade de sustentar uma grande família de cinco adolescentes (três meninos e duas meninas), tanto financeira quanto emocionalmente.

## Elenco
- Bob Chase (Andy Richter)
- Carol Chase (Rebecca Creskoff)
- Parker Chase (Jake McDorman)
- Pearce Chase (Johnny K. Lewis)
- Penny Chase (April Matson)
- Paige Chase (Sarah Wright)
- Patton Chase (Ryan Pinkston)

## Episódios
| N.º | Título                         | Dirigido por          | Escrito por                       | Exibição original      | Cód. de produção | Audiência EUA (milhões) |
| --- | ------------------------------ | --------------------- | --------------------------------- | ---------------------- | ---------------- | ----------------------- |
| 1 | "Pilot"                        | Andy Cadiff           | Mark Reisman                      | 16 de junho de 2004    | 1AJY79           | 7.12                    |
| Bob e Carol Chase sentem falta da época em que seus quíntuplos eram pequenos. Avançando 15 anos, seus filhos são barulhentos, desagradáveis e estão sempre brigando uns com os outros. Ansioso para passar uma noite longe das crianças, Bob compra ingressos para ele e Carol para um show. |                                |                       |                                   |                        |                  |                         |
| 2 | "Quintagious"                  | Andy Cadiff           | Carter Bays & Craig Thomas        | 23 de junho de 2004    | 1AJY01           | 5.63                    |
| Quando Penny pega uma gripe, a família entra em estado de emergência e a coloca em quarentena para evitar uma repetição do último surto de gripe. Penny vê o lado bom: ela finalmente pode aproveitar 'seu próprio quarto'! Até que Paige adoece e se junta a ela. Quando Carol as visita, Bob a tranca também por quebrar as regras: quem vai lá está infectado. Parker adoece, enfurecendo Patton: isso estraga a chance de seus encontros. Patton consegue um encontro, mas Pearce joga sua camisa da sorte na lavanderia e, quando ele pula atrás dela, Bob o tranca. Enquanto cuida dos filhos, Carol adoece. Pearce continua sendo o único saudável, mas depois de irritar seu pai, que está tentando trabalhar em um importante discurso de vendas, ele fica doente deliberadamente. Percebendo isso, Bob se diverte muito sozinho.                        |                                |                       |                                   |                        |                  |                         |
| 3 | "Little Man on Campus"         | Andy Cadiff           | Dan Signer                        | 30 de junho de 2004    | 1AJY03           | 5.98                    |
| O time de basquete realiza seletivas: Parker entra para o time e Pearce se torna mascote do time. Paige não faz parte da equipe de líderes de torcida, mas para horror de Bob e orgulho da ex-líder de torcida Carol, Patton faz parte da equipe, em uma tentativa para conhecer garotas. Quando Carol informa a Bob que existem bolsas de estudo para líderes de torcida, o horror de Bob se transforma em felicidade. |                                |                       |                                   |                        |                  |                         |
| 4 | "Lord of the Cell"             | Andy Cadiff           | Michael Shipley & Jim Bernstein   | 7 de julho de 2004     | 1AJY02           | 5.86                    |
| Quando Bob ganha um celular no trabalho, as crianças brigam para ver quem fica com ele. Carol lembra que se não houver o suficiente para todos, ninguém ganha nada. Parker protesta que a regra só faz com que as crianças percam tudo, então Bob propõe: as crianças têm negligenciado as tarefas, então quem fizer mais tarefas em uma semana ganha. Todas as crianças, exceto Parker, começam a trabalhar. Quando Bob leva a competição longe demais e as crianças se tornam seus servos pessoais, Parker leva as crianças a atacar Bob e Carol. Bob finalmente deixa Parker decidir quem deve ficar com o telefone. Quando Parker diz a seus irmãos que acredita que merece o telefone, eles consideram isso injusto e começam a brigar. Pearce interrompe a briga e mostra aos irmãos o quão egoístas eles estão sendo. Parker então dá o telefone para ele. |                                |                       |                                   |                        |                  |                         |
| 5 | "(Disdainfully) The Helbergs"  | Andy Cadiff           | Jennifer Fisher                   | 14 de julho de 2004    | 1AJY04           | 5.37                    |
| O carro dos Chases quebra após 15 anos. A família ganhou o carro de graça depois de fazer um comercial com bebês quíntuplos. Bob entra em contato com a montadora e apresenta a ideia de fazer um novo comercial, para receber uma nova minivan. Quando chegam para fazer o comercial, descobrem que precisam fazer um teste contra seus rivais: os quíntuplos loiros perfeitos de Helberg. Parker se recusa a fazer um comercial de carro por causa de sua nova namorada, que pensa no Greenpeace, então o namorado de Paige, Tyler, finge ser ele. A mudança causa uma confusão. Parker e Paige ainda parecem chocados enquanto a família volta para casa em sua minivan nova. |                                |                       |                                   |                        |                  |                         |
| 6 | "Get a Job"                    | Steve Zuckerman       | Michael Borkow                    | 21 de julho de 2004    | 1AJY05           | 6.30                    |
| Bob e Carol acordam as crianças no aniversário, anunciando que finalmente têm idade suficiente para conseguir emprego. Paige e Patton tornam-se funcionárias rivais em uma loja de sapatos, enquanto Penny acha difícil manter. Pearce encontra trabalho em uma loja de animais e acaba comprando todos os animais dos clientes, e Parker recebe sua primeira espinha depois de trabalhar na fritadeira em uma lanchonete. Carol está ansiosa para gastar o dinheiro que economizará sem a mesada das crianças, então Bob é forçado a esconder a motocicleta e o carro que já comprou com o dinheiro. |                                |                       |                                   |                        |                  |                         |
| 7 | "Swing, Swing, Swing"          | Steve Zuckerman       | Stephen Lloyd                     | 28 de julho de 2004    | 1AJY06           | 5.01                    |
| O baile de boas-vindas da escola se aproxima. Carol, que ainda está chateada com Bob por ter ficado bêbado na noite do baile, decide fazer uma pré-festa para as crianças. Parker é forçado a cancelar um encontro com sua namorada Carrie Friedman quando o valentão da escola Gino Grazano o força a levar sua irmã Gina ao baile. Parker procura maneiras de se tornar indesejável, mas o tiro sai pela culatra. Patton é rejeitado por todas as garotas. Bob consegue deixar Pearce e Matt com ciúmes um do outro para separá-los. |                                |                       |                                   |                        |                  |                         |
| 8 | "Shakespeare in Lust"          | Andy Cadiff           | Stephen Engel                     | 4 de agosto de 2004    | 1AJY08           | 6.04                    |
| Penny tem a chance única de dirigir sua própria produção escolar de Romeu e Julieta, o que pode lhe render uma bolsa de estudos. A professora de teatro, Sra. Hentschel, a força a abandonar Matt como Romeu. Hentschel desaprova a abordagem de Penny, então Pearce a convence a transformar a peça em uma adaptação com tema de super-herói. Frustrado por Patton (Romeu) estar beijando sua namorada, Parker decide sabotar a peça. Enquanto isso, Bob consegue que seu vizinho Brad convide ele e Carol para um jantar e jacuzzi. |                                |                       |                                   |                        |                  |                         |
| 9 | "The Sixth Quint"              | Andy Cadiff           | Michael Shipley & Jim Bernstein   | 8 de setembro de 2004  | 1AJY07           | 6.20                    |
| Alayna Collins acaba de voltar de uma viagem de cinco anos à África, uma surpresa para os quíntuplos. Paige dá uma festa do pijama para apresentar Alayna. Patton espiona a festa. Parker pede a Pearce para ajudá-lo a se tornar mais que amigo de Alayna. |                                |                       |                                   |                        |                  |                         |
| 10 | "Loves, Lies and Lullabies"    | Andy Cadiff           | Michael Shipley & Jim Bernstein   | 15 de setembro de 2004 | 1AJY09           | 6.19                    |
| Penny decide conduzir um projeto científico: manipulando a garota menos inteligente da classe, Paige, que normalmente depende de nerds para fazer todo o trabalho para ela, para construir um modelo de molécula de hemoglobina. Parker fica desapontado quando Jessica Geiger não mostra nenhum interesse por ele, mas gosta de Patton instantaneamente; criando uma rivalidade. Enquanto isso, Carol está preocupada por não ser caridosa o suficiente e é voluntária em um lar de idosos, onde descobre que a canção de ninar que canta está causando a morte deles. |                                |                       |                                   |                        |                  |                         |
| 11 | "Quint Con"                    | Andy Cadiff           | Dan Signer                        | 22 de setembro de 2004 | 1AJY10           | 4.61                    |
| Bob é forçado por Carol a conversar com um futuro pai de quíntuplos e convencê-lo de que criá-los não é tão ruim, mas Bob conta a verdade. Patton conhece gêmeos, então inventa um irmão gêmeo imaginário, Peter, para conseguir um relacionamento. Penny e Paige namoram gêmeas que conheceram anos antes, quando eram pré-adolescentes. |                                |                       |                                   |                        |                  |                         |
| 12 | "Battle of the Bands"          | Andy Cadiff           | Boyce Bugliari & Jamie McLaughlin | 29 de setembro de 2004 | 1AJY11           | 5.20                    |
| A batalha das bandas da escola se aproxima e Paige pede a Patton para ajudar as outras meninas em sua rotina de dança, mas acontece que Paige é quem mais precisa de ajuda. |                                |                       |                                   |                        |                  |                         |
| 13 | "Working It"                   | Andy Cadiff           | Jennifer Fisher                   | 6 de outubro de 2004   | 1AJY12           | 5.09                    |
| Bob não fazia uma venda há dois meses, então ele está determinado a conseguir o contrato de escritório do Sr. Reynolds. Bob e Carol "se aquecem" com as ridículas criações da esposa do cliente e Bob finge uma paixão por lagosta, embora seja mortalmente alérgico. Paige se recusa a devolver o dinheiro que pediu emprestado a Penny, então Penny consegue um emprego de garçonete para acabar com as gorjetas de Paige. |                                |                       |                                   |                        |                  |                         |
| 14 | "Boobs on the Run"             | Andy Cadiff           | Boyce Bugliari & Jamie McLaughlin | 3 de novembro de 2004  | 1AJY14           | 5.59                    |
| Quando os meninos decidem que vão para uma festa de fraternidade, eles se infiltram na vida de Luskin. Ele rapidamente leva a viagem a novos patamares, para desespero de Parker. Enquanto isso, farta das mentiras das meninas, Carol exige ouvir todas as mentiras que elas já lhe contaram; e Bob foge de sua família. |                                |                       |                                   |                        |                  |                         |
| 15 | "Teacher's Pet"                | Leonard R. Garner Jr. | Gloria Calderon Kellett           | 10 de novembro de 2004 | 1AJY13           | 5.82                    |
| Carol não consegue mais dar aulas particulares para Pearce, então Bob assume - e é levado a escrever o trabalho de inglês de Pearce, para provar a Carol que ele pode obter uma nota mais alta do que C. Patton finge que precisa de aulas particulares para poder se aproximar da professora de inglês. |                                |                       |                                   |                        |                  |                         |
| 16 | "Thanksgiving Day Charade"     | Andy Cadiff           | Boyce Bugliari & Jamie McLaughlin | 24 de novembro de 2004 | 1AJY16           | 5.31                    |
| Carol contrata Penny para interpretar a filha dedicada e causar uma boa impressão em sua amiga de faculdade Lisa, agora editora em Londres, quando ela a visitar no Dia de Ação de Graças. O irmão de Bob, Steve, um agente esportivo, também passa por lá e finge ajudar em um abrigo, mas na verdade ele leva Bob a uma boate; Bob perde sua aliança de casamento. Pearce interroga Penny para garantir que o peru que ela comprou morreu de forma humanizada. Enquanto isso, a estudante francesa Gabrielle parece se apaixonar por Patton. |                                |                       |                                   |                        |                  |                         |
| 17 | "Date Night"                   | Andy Cadiff           | Michael Shipley & Jim Bernstein   | 1 de dezembro de 2004  | 1AJY17           | 4.79                    |
| Carol está desapontada porque nem Parker nem Penny querem mais sair com os pais para uma 'noite especial de quinta', então ela engana Bob para que vá ao restaurante onde Parker e sua namorada Eliza estão jantando, até mesmo reservando a mesa ao lado deles. Paige namora Hugo, o pouco atraente filho de um banqueiro, cujo dinheiro a cega. Penny a desafia a sair com ele às suas próprias custas, para que Paige veja Hugo de verdade. |                                |                       |                                   |                        |                  |                         |
| 18 | "Bob and Carol Save Christmas" | Andy Cadiff           | Bill Kunstler                     | 15 de dezembro de 2004 | 1AJY18           | 5.12                    |
| Bob e Carol descobrem que os quíntuplos estão fartos do 'Quintsmass', o feriado comemorado em 27 de dezembro, quando eles compram presentes de Natal nas liquidações pós-natalinas, então eles decidem arriscar todo o seu orçamento de Natal. Enquanto isso, Parker está ansioso para interpretar José em um presépio com uma garota linda, mas Patton consegue atrapalhar. Paige está tão ansiosa para cantar canções de natal com Penny, que odeia cantar e erra o tom. |                                |                       |                                   |                        |                  |                         |
| 19 | "Where Are They Now?"          | Andy Cadiff           | Bill Kunstler                     | 22 de dezembro de 2004 | 1AJY15           | 4.84                    |
| Bob está encantado com um programa de TV, então decide realizar un reality show. Carol fica envergonhada por não ter retornado ao trabalho como disse ao entrevistador que faria, então Bob paga seu ex-chefe para 'contratá-la' de volta no mercado editorial. Pearce derrete ao saber que Alayna terminou com o namorado. Patton vê uma oportunidade de encontrar uma namorada, mas a que ele escolhe nem consegue lembrar seu nome. |                                |                       |                                   |                        |                  |                         |
| 20 | "Shall We Fight"               | Andy Cadiff           | Stephen Engel                     | 29 de dezembro de 2004 | 1AJY20           | 4.92                    |
| A namorada de Patton, Julie, e o namorado de Penny, Brady, gostam de encontros duplos, mas Patton e Penny não, acabando por afastar seus namorados. Carol força Bob a ter aulas de dança com ela, e Matt generosamente se oferece para ensiná-los de graça e depois do expediente. Bob acaba machucando o tornozelo de Carol, mas ela o obriga a continuar o percurso sozinho. Quando Matt desiste da tarefa, ele consegue que uma colega, Sophia, tome seu lugar, deixando Carol com ciúmes. |                                |                       |                                   |                        |                  |                         |
| 21 | "Chutes and Letters"           | Andy Cadiff           | Dan Signer                        | 5 de janeiro de 2005   | 1AJY19           | 5.78                    |
| Parker e Patton dão conselhos a Pearce quando percebem que Pearce ainda é virgem. Carol gosta de sair da tarefa mensal de levar as meninas para visitar sua tia-avó Sylvia, de 98 anos, uma idosa desagradável, mas inveja Bob quando Sylvia morre durante a visita dele. |                                |                       |                                   |                        |                  |                         |
| 22 | "The Coconut Kapow"            | Andy Cadiff           | Boyce Bugliari & Jamie McLaughlin | 12 de janeiro de 2005  | 1AJY21           | 5.06                    |
| Carol proíbe Patton de namorar por um mês "para ensiná-lo a respeitar as meninas" e obriga Paige a se livrar de todas as roupas que não lhe servem. Pressionado por Carol para ensinar a Patton algo que lhe dará uma fonte de orgulho melhor do que seduzir garotas, Bob mostra a ele seus antigos movimentos de luta livre. Penny desafia Parker a levar o carro para um passeio e uma câmera de sinal vermelho os captura. |                                |                       |                                   |                        |                  |                         |